# Cerovljani
Cerovljani so naselje v občini Gradiška, Bosna in Hercegovina. 

## Deli naselja
Aginci, Cerik, Cerovljani, Dajići, Greda, Miljkovići, Milovanovići in Unčice. 

## Prebivalstvo
| Pregled števila prebivalcev po letih | Pregled števila prebivalcev po letih | Pregled števila prebivalcev po letih | Pregled števila prebivalcev po letih | Pregled števila prebivalcev po letih | Pregled števila prebivalcev po letih |
| ------------------------------------ | ------------------------------------ | ------------------------------------ | ------------------------------------ | ------------------------------------ | ------------------------------------ |
| 1948                                 | 1953                                 | 1961                                 | 1971                                 | 1981                                 | 1991                                 |
| -                                    | -                                    | -                                    | 799                                  | 656                                  | 604                                  |

| Narodna sestava prebivalstva po letih                                                                                          | Narodna sestava prebivalstva po letih                                                                                          | Narodna sestava prebivalstva po letih                                                                                          |
| --- | --- | --- |
| 1971 | 1981 | 1991 |
| . skupaj: 799 Srbi 640 (80,10 %) Hrvati 43 (5,38 %) Muslimani 0 (0,00 %) Jugoslovani 0 (0,00 %) drugi in neznano 116 (14,51 %) | . skupaj: 656 Srbi 517 (78,81 %) Hrvati 10 (1,52 %) Muslimani 1 (0,15 %) Jugoslovani 62 (9,45 %) drugi in neznano 66 (10,06 %) | . skupaj: 604 Srbi 475 (78,64 %) Hrvati 25 (4,13 %) Muslimani 2 (0,33 %) Jugoslovani 31 (5,13 %) drugi in neznano 71 (11,75 %) |